# بوتلاسي
بوتلاسي (بالإنجليزية: Bütlasse)‏ هو أحد جبال سلسلة جبال الألب البرنية وجزء من القمة الأم غسبالتينورن يقع في كانتون برن، سويسرا. يبلغ ارتفاع الجبل حوالي 3193 متر، بينما يبلغ ارتفاع نتوء الجبل 173 متر.

## معرض صور

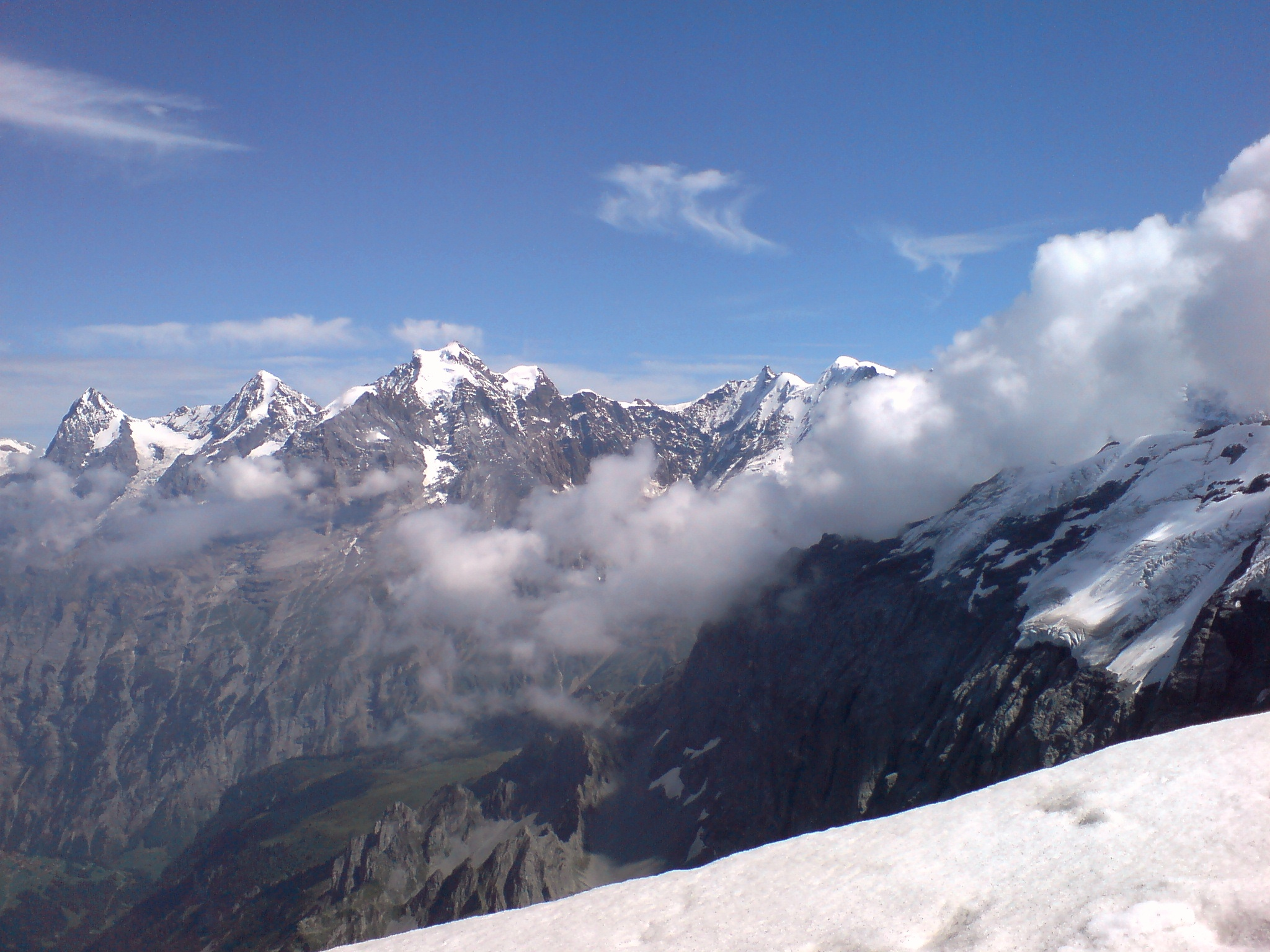
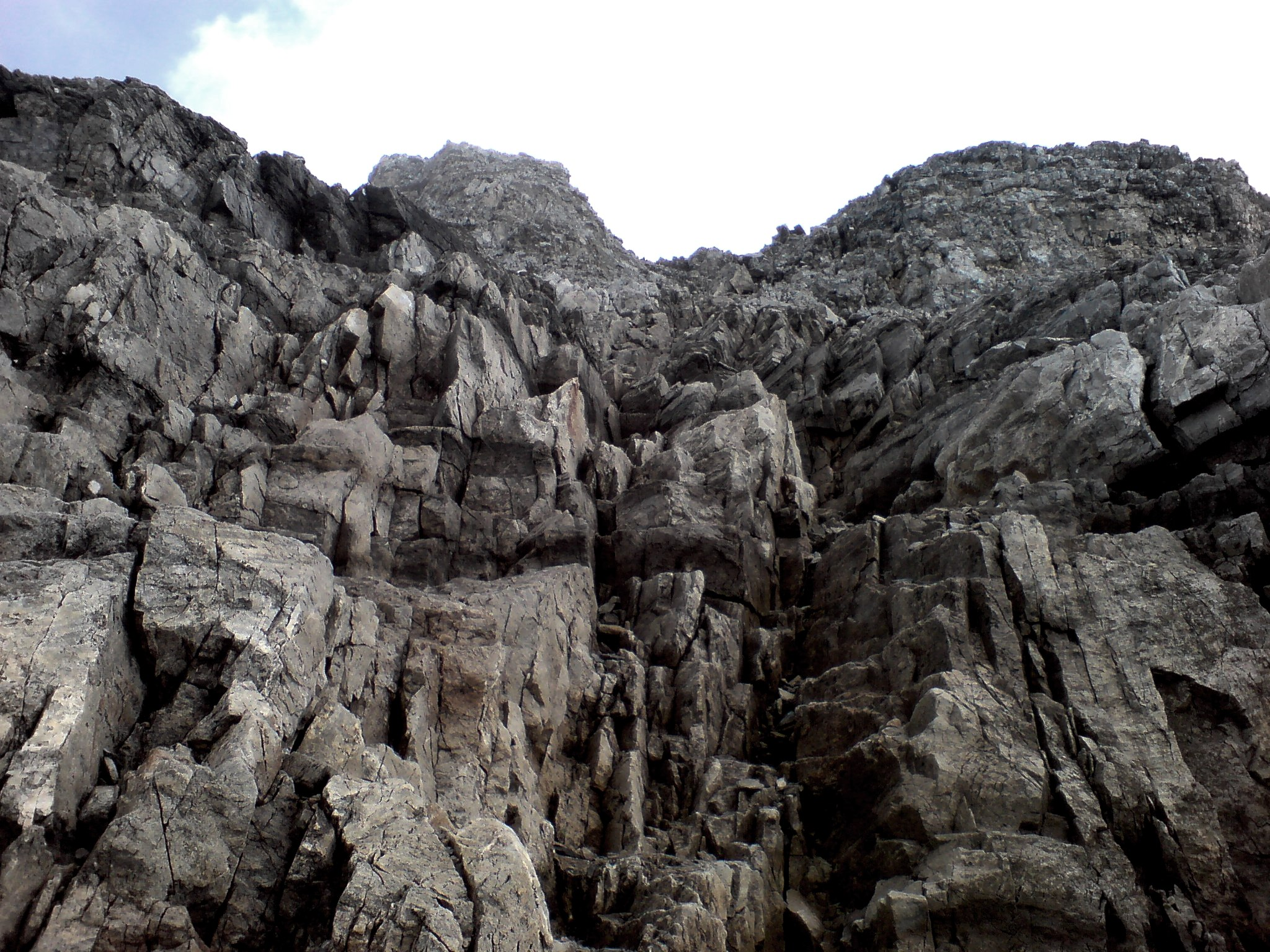
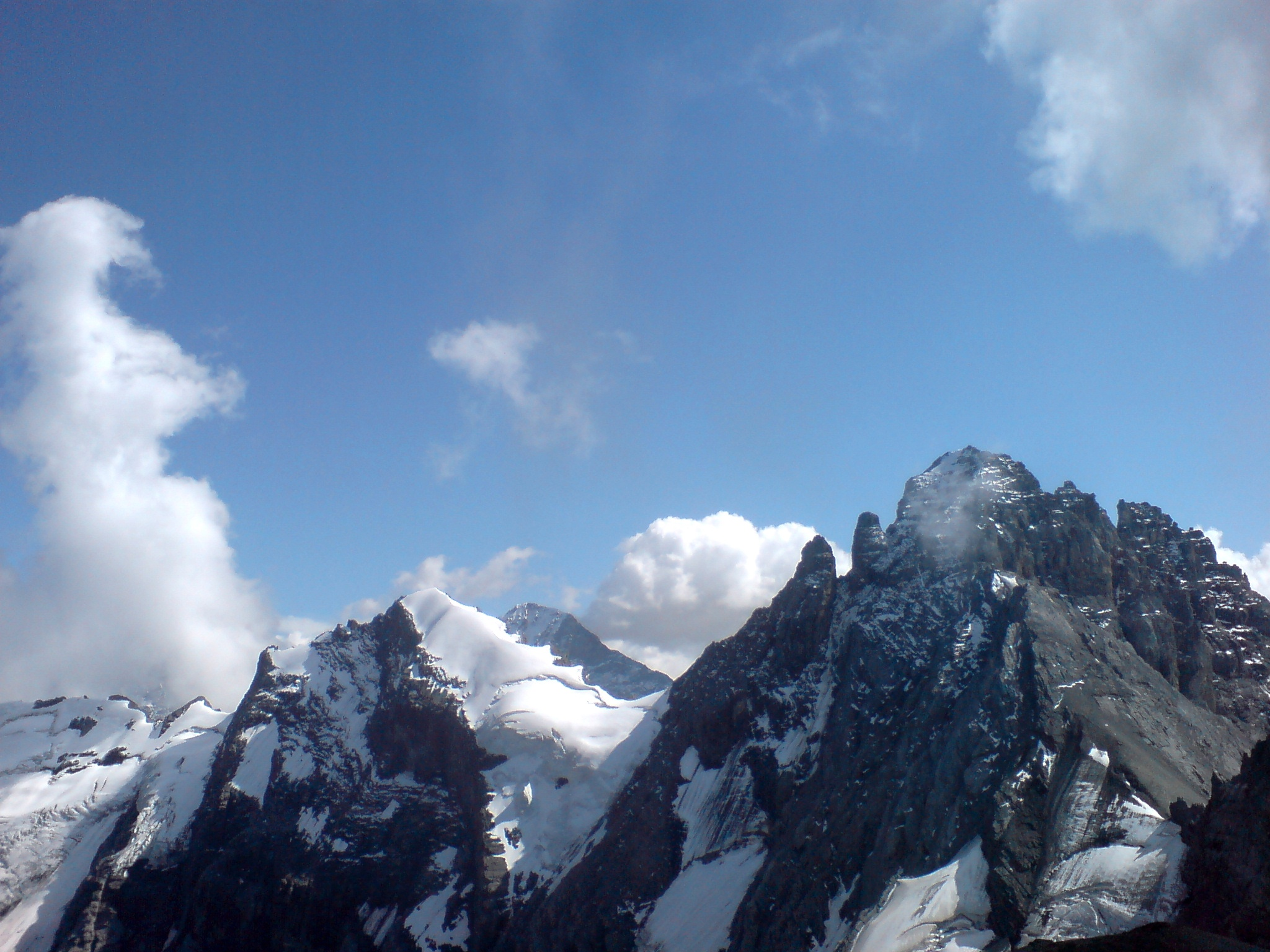